# Peshtigo
Peshtigo is een plaats (city) in de Amerikaanse staat Wisconsin, en valt bestuurlijk gezien onder Marinette County.
Nabij het stadje ontstond op 8 oktober 1871 het Peshtigo Fire, dat 490.000 ha verwoestte, en naar schatting 1.500 tot 2.500 slachtoffers eiste, de dodelijkste natuurbrand in de Amerikaanse geschiedenis. Hierbij werden alle gebouwen in de plaats in de as gelegd.

## Demografie
Bij de volkstelling in 2000 werd het aantal inwoners vastgesteld op 3357. In 2006 is het aantal inwoners door het United States Census Bureau geschat op 3287, een daling van 70 (-2,1%).

## Geografie
Volgens het United States Census Bureau beslaat de plaats een oppervlakte van 8,3 km², waarvan 7,9 km² land en 0,4 km² water.

## Plaatsen in de nabije omgeving
De onderstaande figuur toont nabijgelegen plaatsen in een straal van 24 km rond Peshtigo.

## Externe link

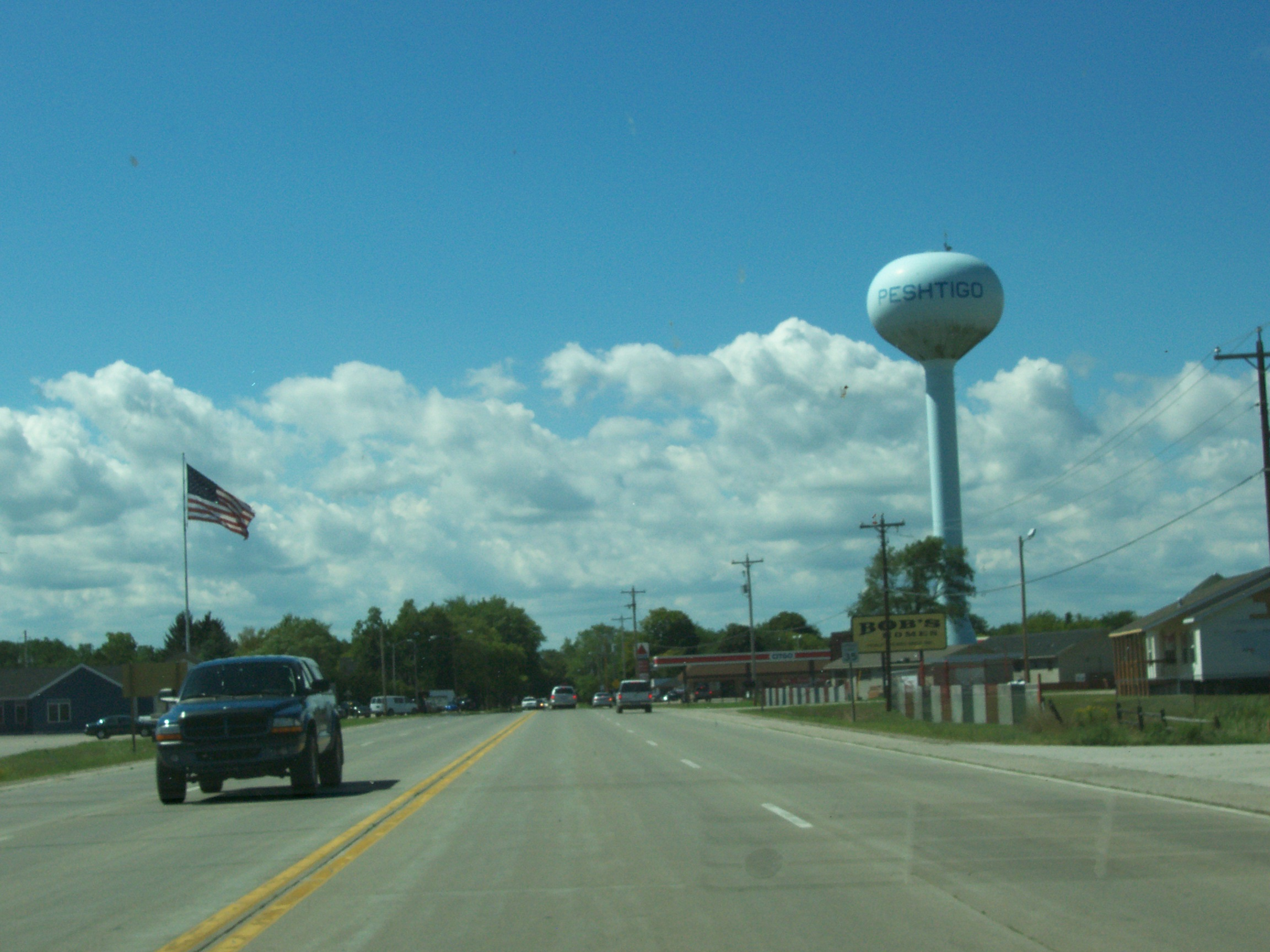
Peshtigo/U.S. Route 41
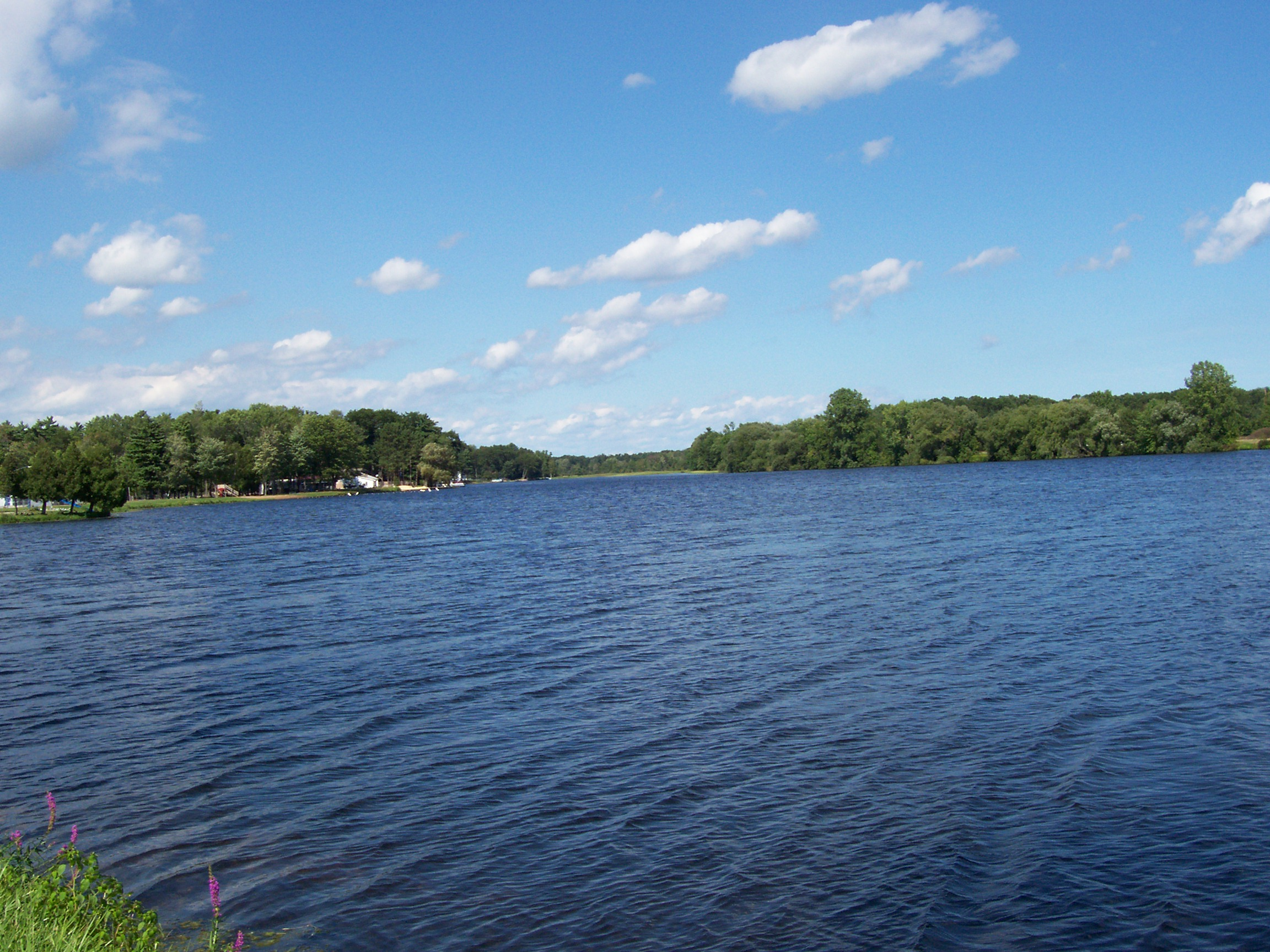
Peshtigo River/Peshtigo
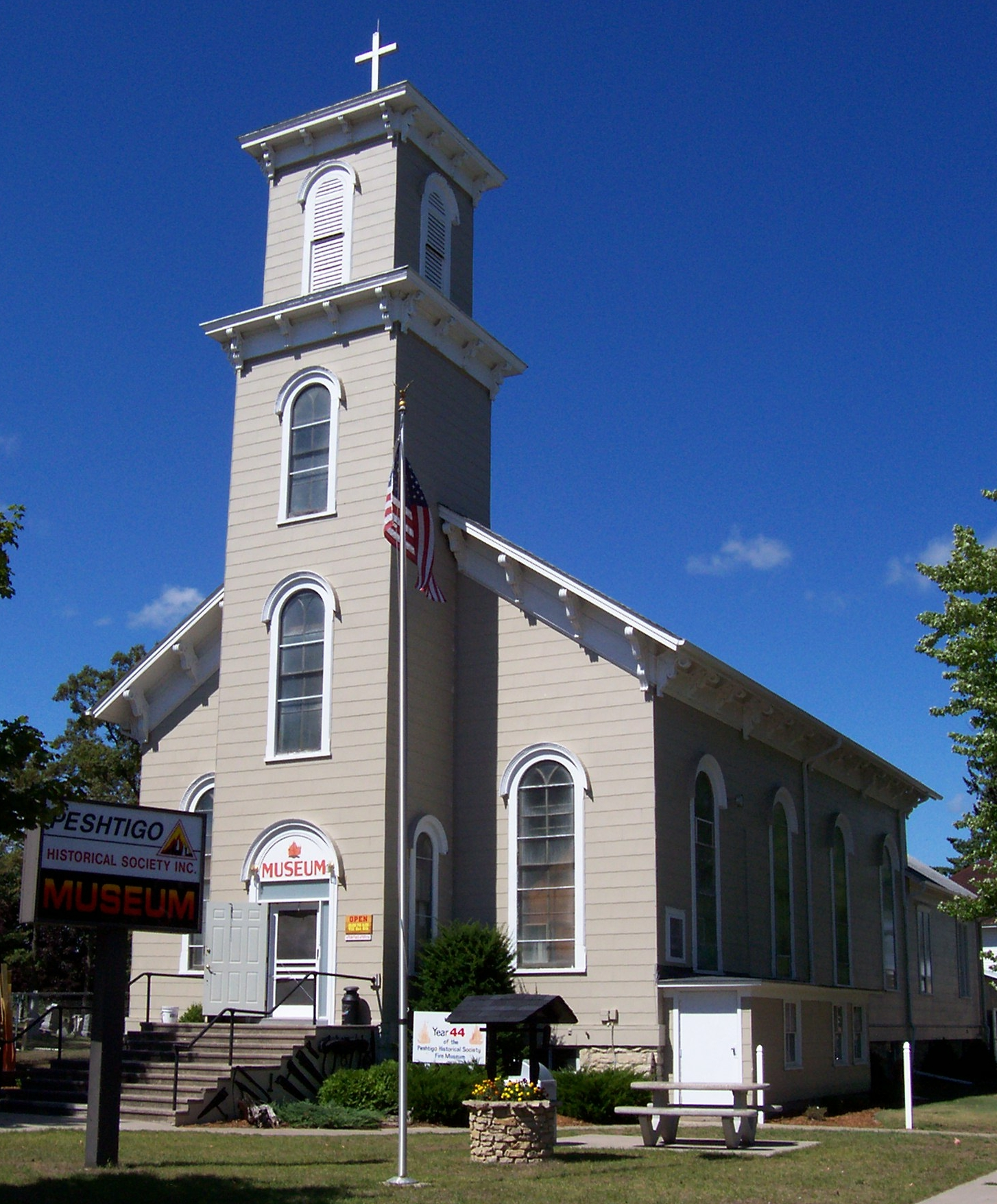
Peshtigo Fire Museum
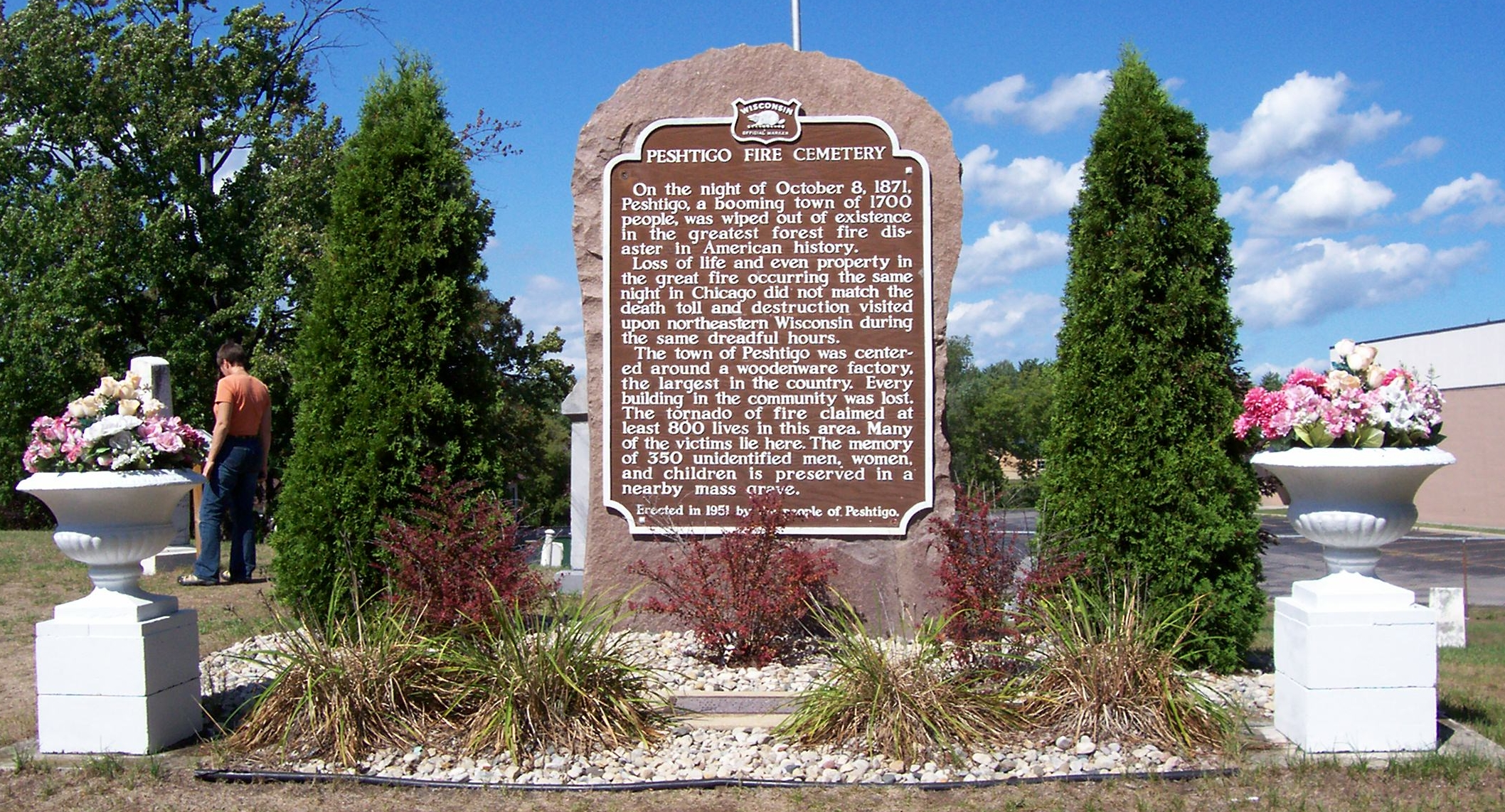
Peshtigo Fire Cemetery